# Mimosa Willamo
Mimosa Helena Willamo, född 1994 i Esbo i Finland, är en finlandssvensk filmskådespelare.
Willamo växte upp i en tvåspråkig familj och har spelat roller på både svenska och finska. Hon hade inga planer på att bli skådespelare men blev provfilmad under gymnasietiden i Helsingfors och debuterade i filmen Huvudstupa 2014. Willamo har spelat in både långfilmer och TV-serier och också dubbat roller som bland annat Stina i Vi på Saltkråkan och Lotta på Bråkmakargatan till finska.
Hon fick en Jussistatyett för bästa kvinnliga biroll i filmen Huvudstupa 2015 och 
för bästa kvinnliga huvudroll i   Aurora 2020 samt pris som bästa skådespelare på Horror-filmfestivalen Screamfest i Los Angeles för sin roll i Bodum 2016. År 2020 spelade hon polis i den svenska TV-serien Box 21 på Viaplay.
Willamo var sommarpratare i radioprogrammet Vegas sommarpratare i YLE 2018.

## Filmografi (urval)
- 2014 – Huvudstupa (Päin Seinää)
- 2016 – Bodum - en skräckfilm om Bodommorden
- 2019 – Aurora
- 2020 – Box 21 (TV-serie)
- 2022 – Cell 8 (TV-serie)